# Heteroctenus aridicola
Espèce
Synonymes
- Rhopalurus aridicola Teruel & Armas, 2012

Heteroctenus aridicola est une espèce de scorpions de la famille des Buthidae.

## Distribution
Cette espèce est endémique de la province de Guantánamo à Cuba. Elle se rencontre vers Maisí et Baracoa.

## Description
Le mâle holotype mesure 77,4 mm, les mâles paratypes 64,5 mm et 92,7 mm et les femelles paratypes 75,0 mm et 90,0 mm.

## Systématique et taxinomie
Cette espèce a été décrite sous le protonyme Rhopalurus aridicola par Teruel et Armas en 2012. Elle est placée en synonymie avec Heteroctenus junceus par Esposito, Yamaguti, Souza, Pinto da Roacha et Prendini en 2017. Elle est relevée de synonymie dans le genre Heteroctenus par Armas en 2017.

## Publication originale
- Teruel & Armas, 2012 : « Nueva especie de Rhopalurus Thorell, 1876 de Cuba Oriental, con algunas consideraciones sobre sos congeneres Antillanos (Scorpiones: Buthidae). » Boletín de la Sociedad Entomológica Aragonesa, no 50, p. 209-217 (texte intégral).